# Магдебургское право

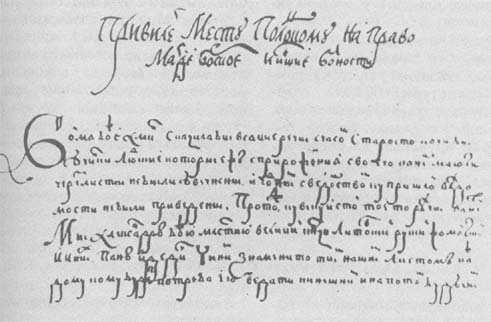
«Привилей Месту Полоцкому на право Магдеборское» (1498)

Магдебу́ргское пра́во (нем. Magdeburger Recht) — одна из наиболее известных систем городского права, сложившаяся в XIII веке в  Магдебурге как феодальное городское право, согласно которому экономическая деятельность, имущественные права, общественно-политическая жизнь и сословное состояние горожан регулировались собственной системой юридических норм, что соответствовало роли городов как центров производства и денежно-товарного обмена.
Магдебургское право как норма городского устройства, возникло на почве немецкой колонизации славянских земель, из сборника германского феодального права — «Саксонского Зерцала» и магдебургского городского шеффенского права, около конца XIII столетия. В средние века было очень распространено в Западной Европе и проникло в Польшу и Литву. Право магдебургское иными словами, это привилегия, право на независимость города от феодалов. По данному праву города получали от государей свою юридическую, экономическую, общественно-политическую и имущественную независимость от местных феодальных правителей.

## Возникновение и развитие

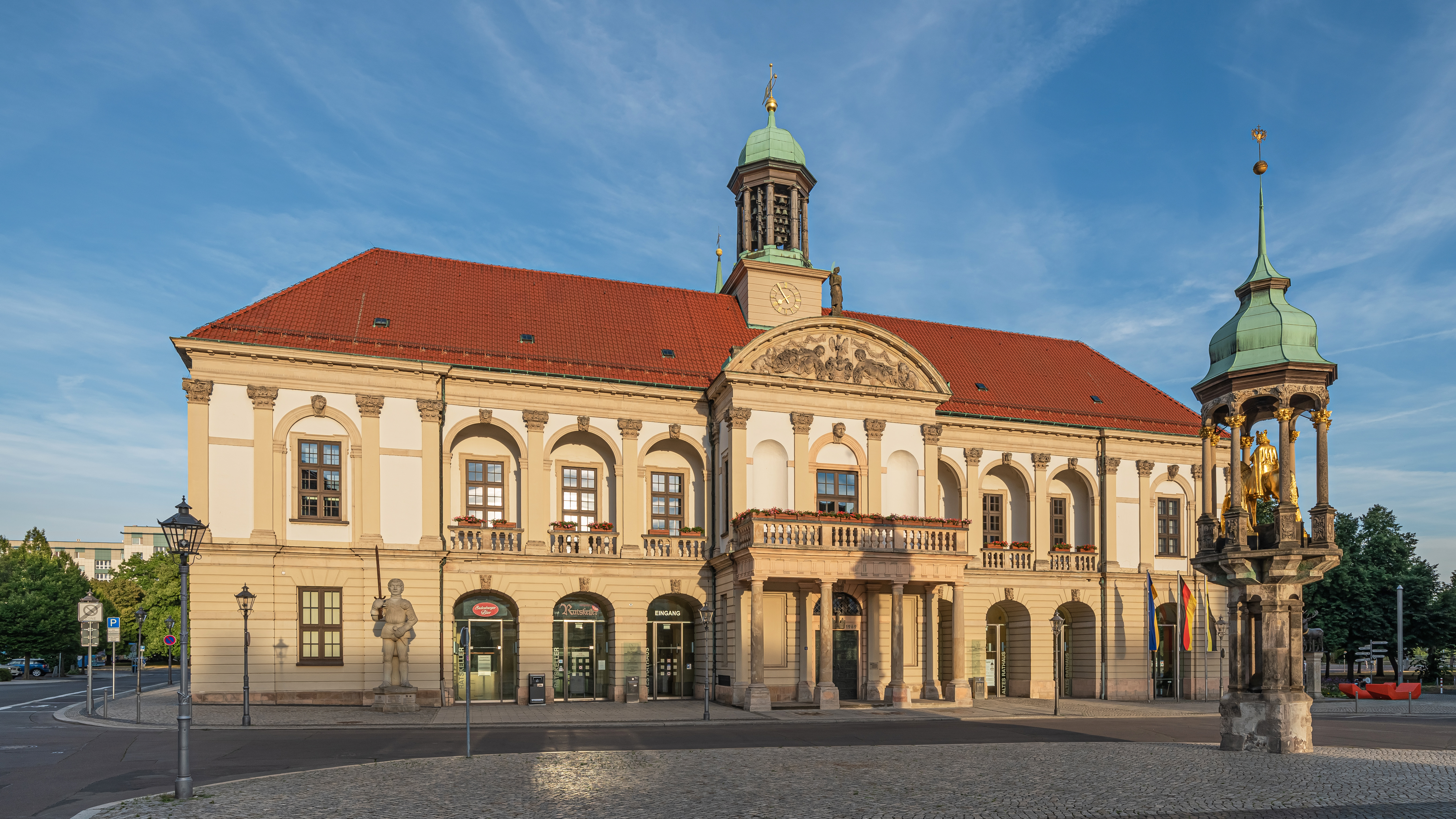
Ратуша Магдебургa.

Источники магдебургского права — «Саксонское зерцало» (сборник германского феодального права) и устав города Магдебурга — обычно определяли организацию ремесленного производства, торговли, порядок избрания и деятельности городского самоуправления, цеховых объединений ремесленников и купечества.
В XIII—XVIII веках распространилось в Польше и Великом княжестве Литовском. Из славянских земель ранее всего магдебургское право пришло в Силезию, которая находилась под сильным немецким влиянием. Из Силезии оно в XIII веке проникло в земли Великой и Малой Польши. В Польше Магдебургское право активно вводил Казимир III Великий.
В отличие от городов Северной Руси – Новгорода и Пскова, где городское самоуправление так и осталось в зачаточном состоянии, на территории Княжества магдебургское право получили все крупные города и даже местечки. Основная движущая сила была при этом не великокняжеское тщеславие, а стремление городов самим определять свою судьбу.
Среди нынешних российских городов 4 ноября 1611 года Магдебургское право получил Смоленск, в 1623 году король и великий князь Сигизмунд III даровал магдебургское право Невелю и Себежу, 28 мая 1625 года — Дорогобужу, в 1666 году право получил город Погар.
Бывали случаи лишения Магдебургского права. Так, в 1623 году за убийство униатского архиепископа Иосафата Кунцевича Магдебурского права лишился Витебск, а в 1634 за сдачу города без сопротивления русским войскам — Дорогобуж. После перехода территорий Великого Княжества Литовского и Королевства Польского в состав Московского Царства в ходе русско-польской войны 1654-1667 гг., магдебургское право было подтверждено царём Алексеем Михайловичем для Киева, Могилёва, Почепа, Погара и некоторых других городов.
Существовали так называемые «малое магдебургское право»[неизвестный термин] и «большое магдебургское право»[неизвестный термин]. Так, город Могилёв в 1561 году получил малое магдебургское право, а в 1577 году — большое.
Жители городов, которые получили Магдебургское право, освобождались от феодальных повинностей, от суда и власти воевод, старост и других государственных чиновников. На основе Магдебургского права в городе создавался выборный орган самоуправления — магистрат, который возглавлял войт. С введением Магдебургского права отменялось действие местного права, однако допускалось применение местных обычаев, если нормы, необходимые для решения спора, не были предусмотрены Магдебургским правом.
Магдебургское право не распространялось на еврейское население, не считавшееся частью исконного населения восточноевропейских городов. Исключение составил лишь литовский город Троки, где евреи в 1444 году получили Магдебургское право в качестве самостоятельной группы горожан.
На основе магдебургского права в 1785 году в России была составлена Грамота на права и выгоды городам Российской империи (также известная как «Жалованная грамота городам»). Это городовое положение в 1787 году было введено в малороссийских городах. Хотя в 1796 году, при Павле I, данная мера была отменена, но фактического возврата к магдебургскому праву, по крайней мере в сфере гражданского права, не произошло. Тем не менее, магдебургское право продолжало предоставляться и после присоединения территорий Речи Посполитой к Российской империи. Так, город Романов получил магдебургское право в 1817 году. На практике городскими судебными органами западных губерний применялось не магдебургское право, а Литовский статут. Вслед за указанием Сената в 1827 году в решении по частному случаю о необходимости применения местными судами в спорах горожан магдебургского права выяснилось, что ни в одном судебном месте и даже губернском присутствии сборника магдебургского права нет. В связи с этим в 1831 году указом императора Николая Первого магдебургское право было официально отменено по всей империи, кроме Киева, где оно сохранялось до 1835 года.

## Список городов
Хронология получения городами Великого Княжества Литовского (в основном территория современных Беларуси, Литвы и Украины) и Венгерского королевства (город Мукачево) Магдебургских прав выглядит следующим образом:
| Город                 | Государство, в составе которого сейчас находится | Год получения магдебургского права                    |
| XIV век               | XIV век                                          | XIV век                                               |
| --------------------- | ------------------------------------------------ | ----------------------------------------------------- |
| Владимир-Волынский    | Украина                                          | 1324 год (ещё в составе Галицко-Волынского княжества) |
| Львов                 | Украина                                          | 1356 год                                              |
| Судовая Вишня         | Украина                                          | 1368 год                                              |
| Каменец-Подольский    | Украина                                          | 1374 год                                              |
| Белз                  | Украина                                          | 1377 год, в составе Венгерского королевства           |
| Вильна                | Литва                                            | 1387 год                                              |
| Теребовля             | Украина                                          | 1389 год                                              |
| Городок               | Украина                                          | 1389 год                                              |
| Брест                 | Беларусь                                         | 1390 год                                              |
| Гродно                | Беларусь                                         | 1391 год — неполное, 1496 год — полное                |
| Жидачов               | Украина                                          | 1393 год                                              |
| XV век                |                                                  |                                                       |
| Коломыя               | Украина                                          | 1405 год                                              |
| Ковно                 | Литва                                            | 1408 год                                              |
| Буск                  | Украина                                          | 1411 год                                              |
| Сокаль                | Украина                                          | 1424 год                                              |
| Летичев               | Украина                                          | 1429 год                                              |
| Кременец              | Украина                                          | 1431 год                                              |
| Стрый                 | Украина                                          | 1431 год                                              |
| Луцк                  | Украина                                          | 1432 год                                              |
| Сураж                 | Польша                                           | 1440 год                                              |
| Слуцк                 | Беларусь                                         | 1441 год                                              |
| Троки                 | Литва                                            | 1444 год                                              |
| Житомир               | Украина                                          | 1444 год                                              |
| Мукачево              | Украина                                          | 1445 год                                              |
| Смотрич               | Украина                                          | 1448 год                                              |
| Толмач                | Украина                                          | 1448 год                                              |
| Хмельник              | Украина                                          | 1448 год                                              |
| Ярмолинцы             | Украина                                          | 1455 год                                              |
| Дрогобыч              | Украина                                          | 1460 год, в 1506 году подтверждено польским королём.  |
| Угнев                 | Украина                                          | 1462 год                                              |
| Бобрка                | Украина                                          | 1469 год                                              |
| Черновцы              | Украина                                          | 1488 год                                              |
| Ровно                 | Украина                                          | 1492 год                                              |
| Браньск               | Польша                                           | 1493 год                                              |
| Высокое               | Беларусь                                         | 1494 год                                              |
| Киев                  | Украина                                          | 1494—1497 годы                                        |
| Бельск-Подляски       | Польша                                           | 1495 год                                              |
| Полоцк                | Беларусь                                         | 1498 год                                              |
| Дрохичин              | Польша                                           | 1498 год                                              |
| Минск                 | Беларусь                                         | 1499 год                                              |
| Браслав               | Беларусь                                         | 1500 год                                              |
| XVI век               |                                                  |                                                       |
| Мельник               | Польша                                           | 1501 год                                              |
| Волковыск             | Беларусь                                         | 1503 год                                              |
| Каменец               | Беларусь                                         | 1503 год                                              |
| Речица                | Беларусь                                         | 1511 год                                              |
| Новогрудок            | Беларусь                                         | 1511 год                                              |
| Милейнице             | Польша                                           | 1516 год                                              |
| Ковель                | Украина                                          | 1518 год                                              |
| Порозово              | Беларусь                                         | 1523 год                                              |
| Хыров                 | Украина                                          | 1528 год                                              |
| Нарев                 | Польша                                           | 1529 год                                              |
| Миргород              | Украина                                          | 1530 год                                              |
| Слоним                | Беларусь                                         | 1531 год                                              |
| Чортков               | Украина                                          | 1533 год                                              |
| Подгайцы              | Украина                                          | 1539 год                                              |
| Любомль               | Украина                                          | 1541 год                                              |
| Синява                | Украина                                          | 1543 год                                              |
| Старый Самбор         | Украина                                          | 1553 год                                              |
| Мотоль                | Беларусь                                         | 1555 год                                              |
| Чёрный Городок        | Украина                                          | 1556 год                                              |
| Крево                 | Беларусь                                         | 1559 (?)                                              |
| Гомель                | Беларусь                                         | 1560 год                                              |
| Августов              | Польша                                           | 1561 год                                              |
| Могилёв               | Беларусь                                         | 1561 год                                              |
| Борисов               | Беларусь                                         | 1563 год                                              |
| Журавно               | Украина                                          | 1563 год                                              |
| Добромиль             | Украина                                          | 1566 год                                              |
| Ошмяны                | Беларусь                                         | 1566 год                                              |
| Янушпиль              | Украина                                          | 1569 год                                              |
| Яворов                | Украина                                          | 1569 год                                              |
| Меркине               | Литва                                            | 1569 год                                              |
| Пищац                 | Польша                                           | 1569 год                                              |
| Крынки                | Польша                                           | 1569 год                                              |
| Дисна                 | Беларусь                                         | 1569 год                                              |
| Радошковичи           | Беларусь                                         | 1569 год                                              |
| Сураж                 | Беларусь                                         | 1570 год                                              |
| Лоев                  | Беларусь                                         | 1576 год                                              |
| Мозырь                | Беларусь                                         | 1577 год                                              |
| Могилёв               | Беларусь                                         | 1577 год                                              |
| Улла                  | Беларусь                                         | 1577 год                                              |
| Литин                 | Украина                                          | 1578 год                                              |
| Городная              | Беларусь                                         | 1579 год                                              |
| Алитус                | Литва                                            | 1581 год                                              |
| Пинск                 | Беларусь                                         | 1581 год                                              |
| Динабург              | Латвия                                           | 1582 год                                              |
| Езерище               | Беларусь                                         | 1583 год                                              |
| Ляховцы               | Украина                                          | 1583 год                                              |
| Изяслав               | Украина                                          | 1583 год, обновлено в 1754 году                       |
| Броды                 | Украина                                          | 1584 год                                              |
| Корсунь-Шевченковский | Украина                                          | 1585 год                                              |
| Велиж                 | Россия                                           | 1585 год                                              |
| Несвиж                | Беларусь                                         | 1586 год                                              |
| Шаргород              | Украина                                          | 1588 год                                              |
| Пружаны               | Беларусь                                         | 1588 год                                              |
| Белая Церковь         | Украина                                          | 1589 год                                              |
| Биржи                 | Литва                                            | 1589 год                                              |
| Кобрин                | Беларусь                                         | 1589 год и до 1766 года                               |
| Коростень             | Украина                                          | 1589 год                                              |
| Пружаны               | Беларусь                                         | 1589 год                                              |
| Городец               | Беларусь                                         | 1589 год                                              |
| Лида                  | Беларусь                                         | 1590 год                                              |
| Любча                 | Беларусь                                         | 1590 год                                              |
| Лубны                 | Украина                                          | 1591 год                                              |
| Мошны                 | Украина                                          | 1592 год                                              |
| Чигирин               | Украина                                          | 1592 год                                              |
| Дунаевцы              | Украина                                          | 1592 год                                              |
| Пирятин               | Украина                                          | 1592 год                                              |
| Меджибож              | Украина                                          | 1593 год                                              |
| Борисполь             | Украина                                          | 1596 год                                              |
| Витебск               | Беларусь                                         | 1597 год лишён звания в 1623 год                      |
| Колки                 | Украина                                          | 1598 год                                              |
| Скалат                | Украина                                          | 1600 год                                              |
| XVII век              |                                                  |                                                       |
| Сальница              | Украина                                          | 1601 год                                              |
| Фастов                | Украина                                          | 1601 год                                              |
| Жолква                | Украина                                          | 1603 год                                              |
| Винники               | Украина                                          | 1603 год                                              |
| Тетиев                | Украина                                          | 1606 год                                              |
| Пренай                | Литва                                            | 1609 год                                              |
| Смоленск              | Россия                                           | 1611 год                                              |
| Горки                 | Беларусь                                         | 1613 год                                              |
| Жировичи              | Беларусь                                         | 1613 год                                              |
| Гостомель             | Украина                                          | 1614 год                                              |
| Сквира                | Украина                                          | 1616 год                                              |
| Шепетовка             | Украина                                          | 1619 год                                              |
| Богуслав              | Украина                                          | 1620 год                                              |
| Стародуб              | Россия                                           | 1620 год                                              |
| Новгород-Северский    | Украина                                          | 1620 год                                              |
| Медвин                | Украина                                          | 1620 год                                              |
| Друя                  | Беларусь                                         | 1620 год                                              |
| Орша                  | Беларусь                                         | 1620 год                                              |
| Лысянка               | Украина                                          | 1622 год                                              |
| Перемышляны           | Украина                                          | 1623 год                                              |
| Чернигов              | Украина                                          | 1623 год                                              |
| Себеж                 | Россия                                           | 1623 год                                              |
| Невель                | Россия                                           | 1623 год                                              |
| Рославль              | Россия                                           | 1623 год                                              |
| Белый                 | Россия                                           | 1625 год                                              |
| Красный               | Россия                                           | 1625 год                                              |
| Дорогобуж             | Россия                                           | 1625 год лишён звания в 1634 году                     |
| Стародуб              | Россия                                           | 1625 год                                              |
| Нежин                 | Украина                                          | 1625 год                                              |
| Мглин                 | Россия                                           | 1626 год                                              |
| Кричев                | Беларусь                                         | 1633 год                                              |
| Логишин               | Беларусь                                         | 1633 год                                              |
| Славута               | Украина                                          | 1633 год                                              |
| Мстиславль            | Беларусь                                         | 1634 год                                              |
| Бешенковичи           | Беларусь                                         | 1634 год, частичное                                   |
| Толочин               | Беларусь                                         | 1634 год                                              |
| Чаусы                 | Беларусь                                         | 1634 год                                              |
| Ружаны                | Беларусь                                         | 1637 год                                              |
| Острино               | Беларусь                                         | 1641 год                                              |
| Сатанов               | Украина                                          | 1641 год                                              |
| Чериков               | Беларусь                                         | 1641 год                                              |
| Дивин                 | Беларусь                                         | 1642 год, ограниченное право                          |
| Казимир               | Беларусь                                         | 1643 год                                              |
| Орля                  | Польша                                           | 1643 год                                              |
| Глухов                | Украина                                          | 1644 год                                              |
| Малеч                 | Беларусь                                         | 1645 год                                              |
| Жировичи              | Беларусь                                         | 1652 год                                              |
| Копыль                | Беларусь                                         | 1652 год                                              |
| Клецк                 | Беларусь                                         | 1652 год                                              |
| Заблудов              | Польша                                           | 1654 год                                              |
| Батурин               | Украина                                          | 1654 год                                              |
| Козелец               | Украина                                          | 1656 год                                              |
| Станиславов           | Украина                                          | 1662 год                                              |
| Остёр                 | Украина                                          | 1662 год                                              |
| Погар                 | Россия                                           | 1666 год                                              |
| Гомель                | Беларусь                                         | 1670 год                                              |
| XVIII век             |                                                  |                                                       |
| Столбцы               | Беларусь                                         | 1729 год                                              |
| Турка                 | Украина                                          | 1730 год                                              |
| Ильинцы               | Украина                                          | 1757 год                                              |
| Ушачи                 | Беларусь                                         | 1758 год                                              |
| Турийск               | Украина                                          | 1759 год                                              |
| Бобр                  | Беларусь                                         | 1762 год                                              |
| Шклов                 | Беларусь                                         | 1762 год                                              |
| Бобруйск              | Беларусь                                         | 1764 год                                              |
| Печенежин             | Украина                                          | 1766 год                                              |
| Залещики              | Украина                                          | 1766 год                                              |
| Мельница              | Украина                                          | 1767 год                                              |
| Смела                 | Украина                                          | 1773 год                                              |
| Вабальнинкас          | Литва                                            | 1775 год                                              |
| Балта                 | Украина                                          | 1776 год                                              |
| Почаев                | Украина                                          | 1778 год                                              |
| Томашгород            | Украина                                          | 1778 год                                              |
| Коростышев            | Украина                                          | 1779 год                                              |
| Прилуки               | Украина                                          | 1783 год                                              |
| Городня               | Украина                                          | 1785 год                                              |
| Рожнятов              | Украина                                          | 1785 год                                              |
| Тульчин               | Украина                                          | 1787 год                                              |
| Тараща                | Украина                                          | 1791 год                                              |
| Тельши                | Литва                                            | 1791 год                                              |
| Плунге                | Литва                                            | 1792 год                                              |
| Арёгала               | Литва                                            | 1792 год                                              |
| Угор                  | Беларусь                                         | 1792 год                                              |
| Чемеровцы             | Украина                                          | 1797 год                                              |

Список неполон.